# Bubblen No KuruKuru Jump!
Bubblen No KuruKuru Jump! (バブルませくるくるジャンプ！?) es un videojuego arcade de tipo medal game publicado por Taito Corporation en 1999 sólo en Japón. Es un juego de género surfistas y patinetas que está basada en la saga de videojuegos de Bubble Bobble.